# Megastomatohyla
Genre
Megastomatohyla est un genre d'amphibiens de la famille des Hylidae.

## Répartition
Les quatre espèces de ce genre sont endémiques du Mexique.

## Liste des espèces
Selon Amphibian Species of the World (10 juin 2017) :
- Megastomatohyla mixe (Duellman, 1965)
- Megastomatohyla mixomaculata (Taylor, 1950)
- Megastomatohyla nubicola (Duellman, 1964)
- Megastomatohyla pellita (Duellman, 1968)

## Publication originale
- Faivovich, Haddad, Garcia, Frost, Campbell & Wheeler, 2005 : Systematic review of the frog family Hylidae, with special reference to Hylinae: phylogenetic analysis and taxonomic revision. Bulletin of the American Museum of Natural History, vol. 294, p. 1-240 (texte intégral).